# Meseta Yunnan-Guizhou
La meseta de Yunnan-Guizhou  o meseta de Yungui (en chino, 云贵高原; pinyin, Yúnguì gāoyuán) es una gran meseta ubicada en las provincias de Yunnan y Guizhou, en el suroeste de la República Popular China.Hay dos partes distintas de la meseta: una zona alta, con un promedio de altura cercano a los 2.000 m y con picos de hasta 3.700 m, situada al norte de la provincia de Yunnan; y una zona más baja, de colinas, ríos profundos, barrancos esculpidos y montañas marcadas con fallas geológicas, localizada en la provincia de Guizhou.

## Geografía

### Definición
Según la definición más estricta, la Meseta de Yungui se extiende desde la Falla del Río Rojo, en Yunnan, en el suroeste, hasta los Montes Wuling, en Hunan, en el noreste. Esta región de la meseta incluye la mayor parte del este de Yunnan y la mayor parte de Guizhou. Sin embargo, es habitual que gran parte del resto de Yunnan y de las zonas montañosas circundantes se denominen parte de la meseta de Yunnan-Guizhou, incluso cuando no presentan características de meseta.
Según la definición más amplia de la Meseta de Yungui, las provincias incluirían no sólo Yunnan y Guizhou, sino también el condado de Gulin y los extremos más meridionales de Sichuan, el este de Chongqing, el suroeste de Hubei, el oeste de Hunan y el noroeste de Guangxi.

### Geografía física
La meseta de Yungui es una gran región montañosa con un terreno accidentado que incluye escarpados picos kársticos y profundos desfiladeros. La meseta está respaldada por las grandes montañas de Hengduan al noroeste y por regiones de tierras bajas al norte, este y sureste. Otras grandes cadenas montañosas atraviesan o rodean partes de la meseta de Yungui. Los montes Wumeng y Wulian Feng forman una barrera en el centro-norte de Yungui a lo largo del río Jinsha (Alto Yangtsé). Al norte, los montes Dalou recorren el límite de Yungui con la cuenca de Sichuan. Los montes Wuling, en el noreste, forman un terreno de transición entre la meseta y la llanura del Yangtsé. En el sur, la cordillera Miao desciende hasta las colinas kársticas del sur de China. Al otro lado del río Rojo, al suroeste, las montañas Ailao forman una barrera definitiva.
Las altas cumbres del Tíbet oriental son la fuente de muchos de los grandes ríos de Asia, que fluyen hacia el sur, hacia la meseta de Yunnan-Guizhou. Los ríos se dividen alrededor de la meseta, con el Salween y el Mekong manteniéndose al sur y el Yangtsé girando hacia el noreste. La mayor parte de la meseta occidental de Yungui está drenada por los ríos Nanpan y Beipan, ambos cabeceras del río de las Perlas. La meseta oriental de Yungui está drenada en gran parte por el río Wu, afluente del Yangtsé.
En las partes de Yunnan de la meseta de Yungui se han formado grandes lagos, como el lago Dian y el lago Fuxian. El lago Erhai se encuentra en el extremo occidental de la meseta, en la base sur de las montañas Hengduan.

#### Glaciares
Durante el Cuaternario se han venido alternando periodos glaciales e interglaciares, cuatro períodos glaciares y tres interglaciares. La meseta del Tíbet del Norte son grandes zonas de permafrost, la meseta Quinghai-Tíbet se encuentra todavía en un período glacial.

#### Ríos
Los muchos picos de altas montañas en la meseta Yungui son la fuente de muchos grandes ríos. Algunos se mezcla y se convierten en grandes ríos que desembocan en el mar, mientras que otros desembocan en lagos interiores. Varios de los ríos del sureste son algunos de los ríos más importante del continente asiático, como el río Yangtsé, el río Amarillo, el río Indo y el río Brahmaputra, conocido en su curso superior como río Tongtian.

#### Lagos
La meseta del Tíbet es una de las zonas con la mayoría de los lagos en China de todos los tamaños y descripciones. La mayoría de los lagos se agrupan. Un lago por lo general se encuentra en una depresión o cuenca. La Región Autónoma del Tíbet tiene más de 1.500 lagos. El mayor lago interior es el lago Namtso, seguido por Seling.

## Geografía humana
Situada en el suroeste de China, la meseta de Yungui separa la cuenca de Sichuan del sur de China. La zona ha sido considerada durante mucho tiempo una región atrasada de China. Históricamente, la meseta ha estado habitada por muchos pueblos minoritarios, que se han dedicado tradicionalmente a la agricultura intensiva a lo largo de las colinas y en los valles. En la actualidad, la región de Yungui es una de las zonas de China más deprimidas económicamente y tanto la provincia de Guizhou como la de Yunnan se encuentran entre las tres últimas en la clasificación del Índice de Desarrollo Humano en China. Muchos habitantes de la meseta de Yungui viven de forma tradicional en aldeas rurales.
Las principales ciudades de la meseta de Yungui son Kunming, Guiyang y Zunyi. La meseta de Yungui alberga muchas hazañas de ingeniería extremas en las que se han construido ferrocarriles y autopistas para atravesar el difícil terreno. El puente más alto del mundo, el Puente Duge, está situado en la frontera entre Yunnan y Guizhou, en el corazón de la meseta. También se construye un puente incluso más alto, el puente Huajiang Canyon, en ese lugar.

## Clima
El clima pasa gradualmente de más seco en el suroeste a más lluvioso en el noreste. En el centroeste de Yunnan, partes de la meseta de Yungui experimentan un clima semiárido. En la mayor parte de Guizhou, el clima se clasifica como subtropical húmedo. El altiplano de Yungui está cubierto por bosques de hoja perenne subtropical en buena parte de Yunnan y por bosques mixtos de hoja ancha en gran parte de Guizhou.

### Temperaturas
Debido a la altitud, el clima de la meseta está sujeto a una radiación solar intensa y a temperaturas frías, con una fluctuación diaria grande y con poca variación anual. El clima se divide en estaciones secas y húmedas. De todos modos, la temperatura experimenta variaciones de un lugar a otro. Así, pasa gradualmente de ser más seco en el suroeste a ser más lluvioso en el noreste. En el centro-este de Yunnan, algunas partes de la meseta de Yungui experimentan un clima semiárido. En la mayor parte de Guizhou, el clima se clasifica como subtropical húmedo. La meseta de Yungui está cubierta por bosques subtropicales de hoja perenne en gran parte de sus partes de Yunnan y por bosques mixtos de hoja ancha en las partes de Guizhou.

## Ecología

### Flora
En la actualidad, el altiplano de Guizhou está cubierto por una densa vegetación subtropical, que incluye algunas plantas de alcance restringido y diversas especies de mamíferos en peligro de extinción.
A pesar del alto nivel de precipitaciones en el verano, la flora de esta ecorregión es propensa al estrés por sequía, ya que los suelos cársticos son porosos y no retienen el agua. Aunque no es una zona árida, ya que disfruta de menos de 165 días soleados al año, las plantas de la meseta de Guizhou han desarrollado estrategias para adaptarse a las limitaciones de agua de la piedra caliza porosa. Muchas especies vegetales utilizan suculentos tejidos y espinas para retener y defender la humedad en este entorno. Las condiciones ambientales de esta región apoyan un bosque subtropical, con especies de árboles que conservan sus hojas durante todo el año. El bosque original, aunque fragmentado, está dominado por robles, castaños, Cyclobalanopsis y otros árboles de la familia de las lauráceas, a menudo aromáticos. Protegido del clima durante la última edad de hielo, la meseta de Guizhou alberga especies vegetales raras y protegidas, como coníferas subtropicales, helechos arbóreos y la flor de paloma con hojas modificadas que ejercen la función de pétalos. La camelia, planta del que se produce el té, también es nativa de estos bosques.
Los bosques de coníferas con agujas se encuentran en varias partes de la ecorregión de la meseta de Guizhou. Destacan especies como el pino silvestre chino en el noreste y el pino de Yunnan en el sur. Además, en zonas elevadas se encuentran árboles como el abeto, la cicuta y el abeto de montaña Fanjing, este último endémico de esta región.
En las partes septentrionales de la ecorregión de la meseta de Guizhou, el Pino rojo chino es una especie importante, mientras que el Pino de Yunnan domina en el sur. Los taxones de hoja ancha incluyen Rhododendron, Quercus, Sterculia, Erythrina, Ficus, Eugenia y Helicia.
Las especies vegetales protegidas de primera clase de los bosques latifoliados y mixtos de la meseta de Guizhou son Cathaya argyrophylla, Taiwania flousiana, Cyathea spinulosa, y la venerada Davidia involucrata'.

### Fauna
El langur gris de nariz chata es endémico de esta ecorregión. Otras especies animales notables son el macaco de Assam, el langur de Francois, el leopardo nublado, el leopardo, la tigre, el ciervo sika y el goral rojo.
El mono gris, una de las tres especies de monos dorados que habitan las montañas del sur de China, está casi restringido a la Reserva Natural de Fanjing Shan, un área protegida reconocida por la UNESCO como reserva de la biosfera y patrimonio de la humanidad. Otras especies, como la salamandra gigante (en peligro crítico) y el faisán venerado (Syrmaticus reevesii), también se encuentran en esta región.
Además, los paisajes accidentados de la meseta de Guizhou sirven como refugio para diversas especies amenazadas a nivel mundial, como el macaco asamés, el mono hoja de François, el ciervo almizcle del bosque y el leopardo gris. Aunque la subespecie de tigre del sur de China ya ha desaparecido de esta zona, existen planes para reintroducirla en la reserva natural de Xi shi en el norte de la región.

## El paleolítico en el sur de China
Durante décadas, se ha considerado que la industria paleolítica en el sur de China se caracterizaba principalmente por el uso de herramientas de adoquines o herramientas de picar, también conocidas como Modo 1, según Movius (1948). sin embargo, estas etiquetas son demasiado simplistas, ya que la realidad local es mucho más compleja. Bose (Guangxi, sur de China) y la presencia de una tradición de descamación (core-flaking) en Yunnan-Guizhou han puesto de manifiesto la diversidad de herramientas utilizadas en esta región. Este estudio pretende explorar las tradiciones líticas en las provincias de Guizhou y Yunnan, donde se ha documentado una cultura de descamación a largo plazo y una pequeña industria de herramientas de copo desde del Pleistoceno temprano hasta el Holoceno temprano. La tradición de descamación en el suroeste de China podría representar adaptaciones locales y estabilidad tecnológica en un entorno montañoso y forestal subtropical La transición hacia herramientas de mayor tamaño y otras estrategias de corte e industria ósea en el Pleistoceno final (después de los 50-40 ka BP) en la meseta de Yunnan-Guizhou parece ser un fenómeno abrupto que puede indicar innovaciones locales o la migración de nuevas poblaciones, contribuyendo a la diversidad cultural de la región.
El conocimiento de la cultura paleolítica de Asia oriental se ha desarrollado principalmente en comparación con el registro arqueológico occidental. Durante el Paleolítico inicial y medio, la carencia de herramientas acheulianas y núcleos preparados en Asia oriental contrasta con los registros de Europa y África. Sin embargo, también se han identificado dos tradiciones líticas principales en Asia oriental: la tradición de la herramienta de adoquines en el sur y la tradición de la herramienta de copo en el norte. Las nuevas tecnologías, como Levallois y las tecnologías de lamas, aparecieron en el norte durante el Pleistoceno final, posiblemente asociadas a la migración de nuevas poblaciones desde el oeste. después de hace 50 ka BP. En contraste, la meseta de Yunnan-Guizhou muestra una evolución técnica peculiar desde las primeras etapas del Paleolítico, con una tradición de herramientas de pequeñas escamas que se desarrolló de forma independiente de las regiones vecinas. Esta singularidad todavía no se entiende del todo debido a la falta de atención a las transformaciones tecnológicas desde una perspectiva macroscópica y con una cronología detallada.